# 宇宙怪人ゴースト
宇宙怪人ゴースト（うちゅうかいじんゴースト、原題: Space Ghost and Dino Boy）は、アメリカ・ハンナ・バーベラ・プロダクション製作のテレビアニメ、および同番組に登場するキャラクターである。1966年9月10日から1968年9月7日までCBSで放送された。日本では1967年4月7日から1967年9月1日までNET系列で放送された。全2シーズン、20話。

## 内容
30分の放送時間内に3話のストーリーで構成され、うち2話は番組タイトルにもある「宇宙怪人ゴースト」（原題：Space ghost）が活躍する物語を、残る1話は「ター坊の冒険」（原題：Dino Boy in the Lost Valley）で構成されている。

### 宇宙怪人ゴースト
ゴースト本人は単独で行動し、パートナーであるケイト、アラン、ビッキーのSOSを受け、悪と対決する。

#### 登場人物
宇宙怪人ゴースト/Space Ghost
声 - 羽佐間道夫/英 - ゲイリー・オーウェンズ
本編の主人公。身体を透明化したり、両腕に装着したUバンドから光線を発射できる。
アラン/Jace
声 - 小宮山清/英 - ティム・マシスン
ゴーストのパートナーの少年。何かといってゴーストを頼っている。透明になる能力を持っている。
ケイト/Jan
声 - 上田みゆき/英 - ギニー・タイラー
同じく、ゴーストのパートナーの少女。海外版ではアランと双子という設定。
ビッキー/Blip
猿。意外とゴーストの役に立っている。

#### 日本語版の主題歌
宇宙怪人ゴースト
作詞：筒井敬介 / 作曲・編曲：小森昭宏 / 歌：井上裕子、音羽ゆりかご会

### ター坊の冒険
ター坊/Todd
声 - 麻生美代子/英 - ジョニー・カールソン
飛行機の墜落によりジャングルに到着した少年。
ザンバ/Ugh
声 - 内海賢二/英 - マイク・ロード
ジャングルに住む原人。
ロロ/Bronto
声/英 - ドン・メイシック
ザンバに飼われている恐竜。

#### 日本語版の主題歌
怪獣ロロの歌
作詞：筒井敬介 / 作曲・編曲：小森昭宏 / 歌：愛川欽也、音羽ゆりかご会 ※ビデオ版では「コロムビアゆりかご会」名義（オープニングも同様）。

## 日本語版スタッフ
- 翻訳 - 岡喜一[1]
- 演出 - 高桑慎一郎[1]
- 制作協力 - グロービジョン[1]
- 制作 - 千代田プロダクション[1]